# Ті, що співають у терні (мінісеріал)
«Ті, що співають у терні» (англ. The Thorn Birds) — американський мінісеріал 1983 року за однойменним романом Коллін Мак-Каллоу.

## Сюжет
Історія непростого, «забороненого» кохання католицького священика отця Ральфа де Брікассара і рудоволосої Меггі Клірі. 

## Відмінності від роману
У фільмі повністю виключені деякі сюжетні лінії. Наприклад, лінія старшого брата Меггі, бунтаря Френка обривається з моменту його втечі з батьківського дому, у той час як в книзі Френк роки потому повертається до матері в Дрогеду. У фільмі відсутні близнюки Джеймс і Патрік, молодші брати Меггі. Також не розповідається про знайомство кардинала де Брікассара з німцем Ліоном (Раяном) Гартгеймом. Фільм закінчується смертю де Брікассара невдовзі після похорону Дена, в той час як книга приділяє увагу долі Джастіни та її коханого Ліона.

## У ролях
| Актор             | Роль                           |
| ----------------- | ------------------------------ |
| Річард Чемберлен  | Ральф де Брікассар             |
| Рейчел Ворд       | Меггі Клірі                    |
| Барбара Стенвік   | Мері Карсон                    |
| Річард Кайлі      | Падрік Клірі                   |
| Джин Сіммонс      | Фіона Клірі                    |
| Браян Браун       | Люк О'Ніл                      |
| Крістофер Пламмер | архієпископ ді Контіні-Верчезе |
| Мар Віннінгем     | Джастіна О'Ніл                 |
| Філіп Енглім      | Ден О'Ніл                      |
| Кен Говард        | Ліон Гартгейм                  |
| Пайпер Лорі       | Енн Мюллер                     |
| Ерл Голліман      | Людвіг Мюллер                  |
| Джон Фрідріх      | Френк Клірі                    |
| Д'юїр Браун       | Стюарт Клірі                   |
| Бретт Каллен      | Боб Клірі                      |
| Стівен Барнс      | Джек Клірі                     |
| Сідні Пенні       | Меггі в дитинстві              |
| Еллін Енн Маклірі | місіс Сміт                     |
| Голлі Пеленс      | міс Кармайкл                   |
| Джон де Лансі     | Алістер Макквін                |
| Ренс Говард       | лікар                          |

## Історія створення
- Дія фільму відбувається в Австралії, між тим знімання відбувалося у Каліфорнії. Це відбилося на зображенні деяких «австралійських» реалій, як то: правосторонній рух у фільмі було замінено на лівосторонній, рівнинні пейзажі Нового Південного Уельсу — каліфорнійськими пустельно-гористими.
- Єдиним австралійцем серед основного акторського складу був Браян Браун. Це відповідає реаліям роману — Люк О'Ніл був австралійцем з ірландським корінням, в той час, як Ральф де Брікассар, Мері Карсон та Падрік Клірі народились в Ірландії, а Фіона та її з Падріком діти, включно з Меггі — в Новій Зеландії.
- Серед кандидатур на роль Меггі були Джейн Сеймур, Мішель Пфайффер, Олівія Ньютон-Джон та Кім Бейсінгер. Роль Мері Карсон першою запропонували Одрі Хепберн.

## Нагороди та номінації
Еммі (Прайм-тайм) (1983)
- Найкраща жіноча роль у мінісеріалі або телефільмі (Барбара Стенвік)
- Найкраща чоловіча роль другого плану у мінісеріалі або телефільмі (Річард Кайлі)
- Найкраща жіноча роль другого плану у мінісеріалі або телефільмі (Джин Сіммонс)
- Номінація на найкращий мінісеріал або телефільм.
- Номінація на найкращу чоловічу роль у мінісеріалі або телефільмі (Річард Чемберлен)
- Номінація на найкращу чоловічу роль другого плану у мінісеріалі або телефільмі (Браян Браун)
- Номінація на найкращу чоловічу роль другого плану у мінісеріалі або телефільмі (Крістофер Пламмер)
- Номінація на найкращу жіночу роль другого плану у мінісеріалі або телефільмі (Пайпер Лорі)

Золотий глобус (1984)
- Найкращий мінісеріал
- Найкращий актор у мінісеріалі (Річард Чемберлен)
- Найкращий актор другого плану у мінісеріалі (Річард Кайлі)
- Найкраща акторка другого плану у мінісеріалі (Барбара Стенвік)
- Номінація на найкращу акторку у мінісеріалі (Рейчел Ворд)
- Номінація на найкращого актора другого плану у мінісеріалі (Браян Браун)
- Номінація на найкращу акторку другого плану у мінісеріалі (Джин Сіммонс)
- Номінація на найкращу акторку другого плану у мінісеріалі (Пайпер Лорі)

Вибір народу (премія) (1984)
- Найкращий мінісеріал

Молодий актор (премія) (1984)
- Найкраща молода акторка (Сідні Пенні).